# キシュカ

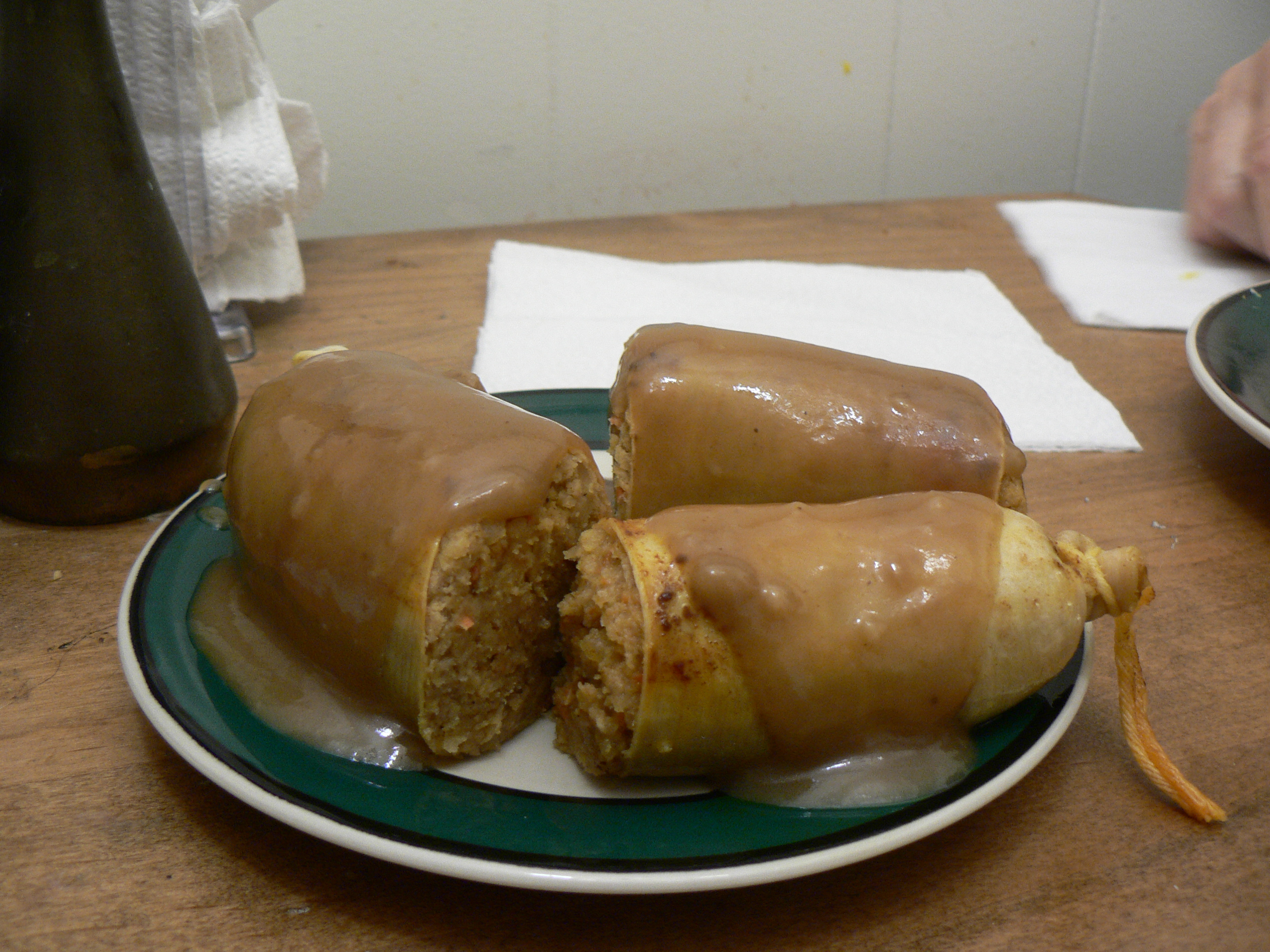
人造ケーシングに詰めたユダヤ風キシュケ

キシュカまたはキシュケ（ポーランド語: kiszka, ロシア語: кишка, ベラルーシ語: кішка, イディッシュ語およびヘブライ語: kishke）とは、スラヴ語で臓物または腸を意味し、転じてソーセージや肉のプディングの名ともなっている。

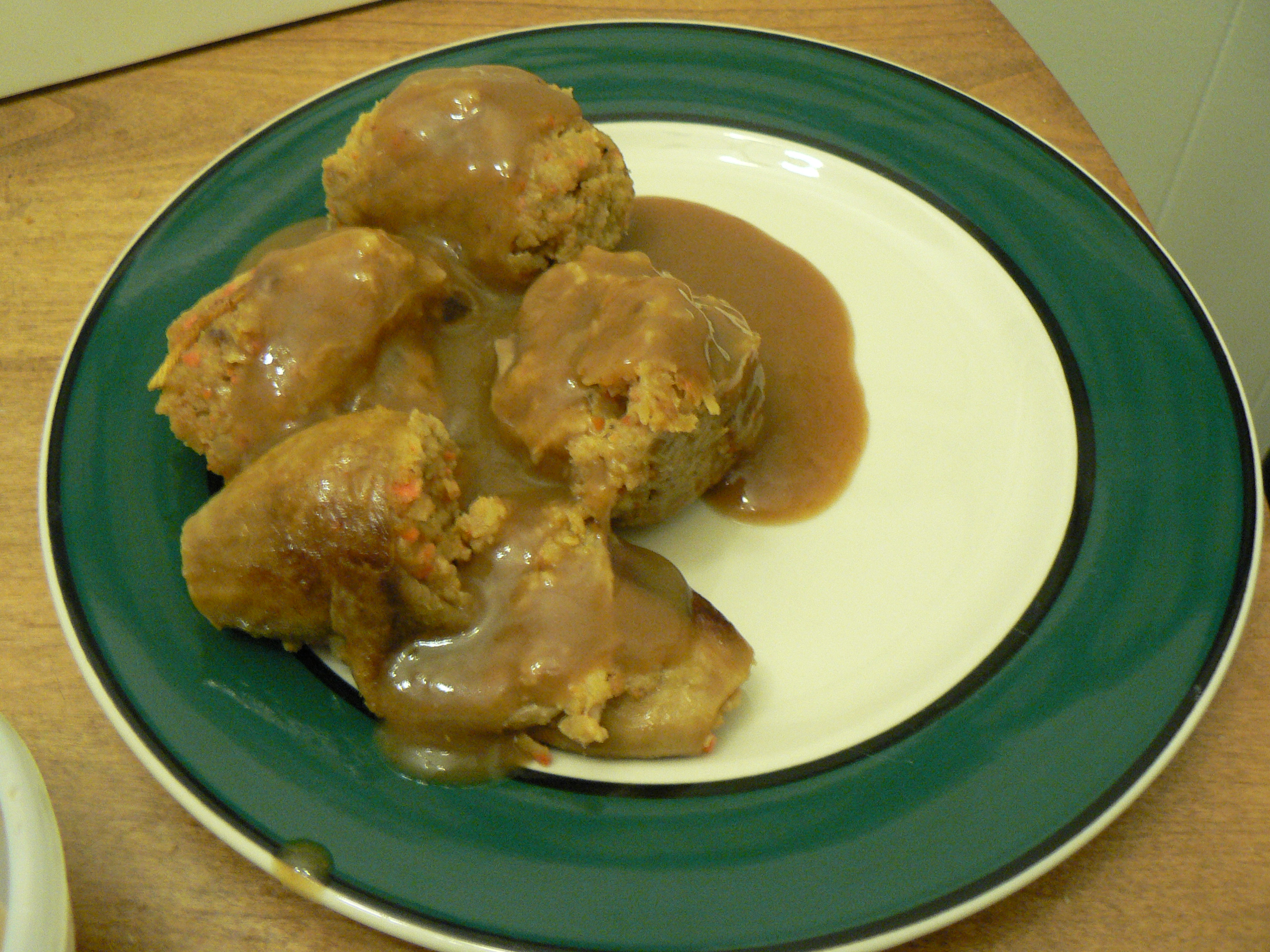
グレイビーソースをかけたユダヤ風キシュケ

東欧では、豚の腸に豚の血とオオムギまたは蕎麦の実を詰めて作られるブラッドソーセージの一種である。朝食に食べることが多い。「キシュカを盗んだのは誰？」という有名なポルカの楽曲がある。
東欧系ユダヤ人（アシュケナジム）のキシュケは、カーシェールな牛の腸に牛肉とマッツァー粉、シュマルツ、ニンニク、玉葱、香辛料などを詰めたものである。マッツァー粉の代わりに小麦粉を用いることもある。血はカーシェールではない（食のタブーを参照）ので用いない。キシュケの色はパプリカの粉末の含有量によって異なり、火を通すと灰色から赤褐色になる。近年ではシュマルツを植物油で代用したり、腸の代わりに人工ケーシングを用いることもある。カーシェールな家禽の首の皮から骨を抜き取り、キシュケと同じ詰め物を詰め、食べられる糸で縫い合わせたものはヘルツェル（Helzel）と呼ばれ、しばしばチョレントに加えられる。
キシュケはカーシェールな肉類を扱う肉屋やデリカテッセンで手に入る。イスラエルでは、ほとんどのスーパーマーケットが冷凍食品コーナーにキシュケを置いている。